# Регулятор давления газа

Регулятор давления газа

Регулятор давления, редуктор давления газа — разновидность регулирующей арматуры, автоматически действующее автономное устройство, служащее для поддержания постоянного давления газа в трубопроводе. При регулировании давления происходит снижение начального высокого давления на конечное низкое. Это достигается автоматическим изменением степени открытия дросселирующего органа регулятора, вследствие чего автоматически изменяется гидравлическое сопротивление проходящему потоку газа.
В зависимости от поддерживаемого давления (расположения контролируемой точки в газопроводе) регуляторы давления разделяют на регуляторы «до себя» и «после себя». В ГРП применяют только регуляторы «после себя». По принципу работы регуляторы делятся на прямоточные и комбинированные.

## Принцип работы
Автоматический регулятор давления состоит из исполнительного механизма и регулирующего органа. Основной частью исполнительного механизма является чувствительный элемент, который сравнивает сигналы задатчика и текущего значения регулируемого давления. Исполнительный механизм преобразует командный сигнал в регулирующее воздействие и в соответствующее перемещение подвижной части регулирующего органа за счет энергии рабочей среды (это может быть энергия газа, проходящего через регулятор, либо энергия среды от внешнего источника — электрическая, сжатого воздуха, гидравлическая).
Если перестановочное усилие, развиваемое чувствительным элементом регулятора, достаточно большое, то он сам осуществляет функции управления регулирующим органом. Такие регуляторы называются регуляторами прямого действия. К ним относятся регуляторы с задатчиком давления в виде пружины, называемыми пружинными регуляторами.  Также в качестве задатчика величины выходного давления может выступать энергия рабочей среды. Прибор, подающий командный сигнал на исполнительный механизм в виде управляющего давления в данном случае называется "пилотом", а сам регулятор - пилотным.
Исходя из закона регулирования, положенного в основу работы, регуляторы давления бывают астатические, статические и изодромные.
В системах газораспределения два первых типа регуляторов получили наибольшее распространение.

## Астатический регулятор

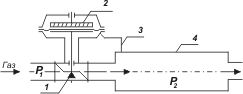
Схема астатического регулятора давления: 1 — регулирующий (дроссельный) орган; 2 — мембранно-грузовой привод; 3 — импульсная трубка; 4 — объект регулирования — газовая сеть

В астатических регуляторах на чувствительный элемент (мембрану) действует постоянная сила от груза 2. Активная (противодействующая) сила — это усилие, которое воспринимает мембрана от выходного давления P2. При увеличении отбора газа из сети 4 будет уменьшаться давление P2, баланс сил нарушится, мембрана пойдет вниз и регулирующий орган откроется.
Такие регуляторы после возмущения приводят регулируемое давление к заданному значению независимо от величины нагрузки и положения регулирующего органа. Равновесие системы может наступить только при заданном значении регулируемого давления, причем регулирующий орган может занимать любое положение. Такие регуляторы следует применять на сетях с большим самовыравниванием, например, в газовых сетях низкого давления достаточно большой ёмкости.

## Статический регулятор

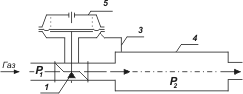
Схема статического регулятора давления; 1 — регулирующий (дроссельный) орган; 3 — импульсная трубка; 4 — объект регулирования — газовая сеть; 5 — мембранно-пружинный привод.

Люфты, трение в сочленениях могут привести к тому, что регулирование станет неустойчивым. Для стабилизации процесса в регулятор вводят жесткую обратную связь. Такие регуляторы называются статическими. При статическом регулировании равновесное значение регулируемого давления всегда отличается от заданной величины, и только при номинальной нагрузке фактическое значение становится равным номинальному и характеризуется неравномерностью (регулируемоe давлениe).
В регуляторе груз заменен пружиной — стабилизирующим устройством. Усилие, развиваемое пружиной, пропорционально её деформации. Когда мембрана находится в крайнем верхнем положении (регулирующий орган закрыт), пружина приобретает наибольшую степень сжатия и P2 — максимальное. При полностью открытом регулирующем органе значение P2 уменьшается до минимального. Статическую характеристику регуляторов выбирают пологой, с тем чтобы неравномерность регулятора была небольшой, при этом процесс регулирования становится затухающим.

## Изодромный регулятор
Изодромный регулятор (с упругой обратной связью) при отклонении регулируемого давления Р2 сначала переместит регулирующий орган на величину, пропорциональную величине отклонения, но если при этом давление Р2 не придет к заданному значению, то регулирующий орган будет перемещаться до тех пор, пока давление Р2 не достигнет заданного значения.

## Термины, используемые для характеристики работы регуляторов давления газа
- Статическая ошибка — отклонение регулируемого давления от заданного при установившемся режиме, также называют неравномерностью регулирования.
- Динамическая ошибка — максимальное отклонение давления в переходный период от одного режима к другому.
- Ход клапана — расстояние, на которое перемещается клапан от седла.
- Диапазон настройки — разность между верхним и нижним пределами давления, между которыми может быть осуществлена настройка регулятора.
- Верхний предел настройки давления — максимальное выходное давление, на которое может быть настроен регулятор.
- Зона регулирования — разность между регулируемыми давлениями при 10 % и 90 % от максимального расхода.
- Зона нечувствительности — разность регулируемого давления, необходимая для изменения направления движения регулирующего органа.
- Зона пропорциональности — изменение регулируемого давления, необходимое для перемещения регулирующего органа (клапана) на значение его номинального (полного) хода.
- Условная пропускная способность Кv — величина, равная расходу воды плотностью 1 г/см³ (1000 кг/м³) в кубических метрах в час через регулятор при номинальном (полном) ходе клапана и перепаде давления 0,1 МПа (1 кг/см²).
- Относительная протечка — отношение максимального значения протечки воды через затвор регулирующего органа при перепаде давления на 0,1 МПа и условной пропускной способности Кv.

 Конструкции регуляторов давления газа должны удовлетворять следующим требованиям:
- зона пропорциональности не должна превышать 20 % верхнего предела настройки выходного давления для комбинированных регуляторов и регуляторов баллонных установок и 10 % для всех других регуляторов;
- зона нечувствительности не должна быть более 2,5 % верхнего предела настройки выходного давления;
- постоянная времени (время переходного процесса регулирования при резких изменениях расхода газа или входного давления) не должна превышать 60 с.

Основными элементами регулирующих (дросселирующих) органов являются затворы. Они могут быть односедельные, двухседельные и диафрагменные (регулирующие клапаны), шланговые (шланговые задвижки), крановые (трубопроводные краны) и заслоночные (дисковые затворы).
В городских системах газоснабжения в основном применяют регуляторы с одно- и двухседельными затворами, реже — с заслоночными и шланговыми.
Односедельные и двухседельные затворы могут выполняться как с жёстким уплотнением (металл по металлу), так и с эластичным (прокладки из маслобензостойкой резины, кожи, фторопласта и т. п.). Такие затворы состоят из седла и клапана. Достоинством односедельных затворов является то, что они легко обеспечивают герметичность уплотнения. Однако клапаны односедельных затворов являются неразгруженными, так как на них действует разность входного и выходного давлений.
Двухседёльные затворы при тех же условиях обладают значительно большей пропускной способностью вследствие большей суммарной площади проходного сечения седел. Эти клапаны являются разгруженными, однако при отсутствии расхода газа они не обеспечивают герметичности, что объясняется трудностью посадки затвора одновременно по двум плоскостям. Двухседельные регулирующие органы используют чаще в регуляторах с постоянным источником энергии.
Заслоночные затворы применяют обычно в ГРП с большими расходами газа (например, ТЭЦ) и используют как регулирующий орган регуляторов непрямого действия с посторонним источником энергии.
В регуляторах давления газа, устанавливаемых в ГРП, в качестве чувствительного элемента и одновременно привода в основном используют мембраны (плоские и гофрированные).
Плоская мембрана представляет собой круглую плоскую пластину из эластичного материала. Мембрана зажимается между фланцами верхней и нижней мембранных крышек. Центральная часть мембраны с обеих сторон зажата между двумя круглыми металлическими дисками (обжимными). Жесткие диски увеличивают перестановочную силу и уменьшают неравномерность регулирования.
Кроме того регуляторы давления различаются по следующим конструктивным признакам:
- одно- и двухступенчатого редуцирования;
- простого и комбинированного исполнения;
- с внешним и внутренним забором контролируемого давления ("импульса")

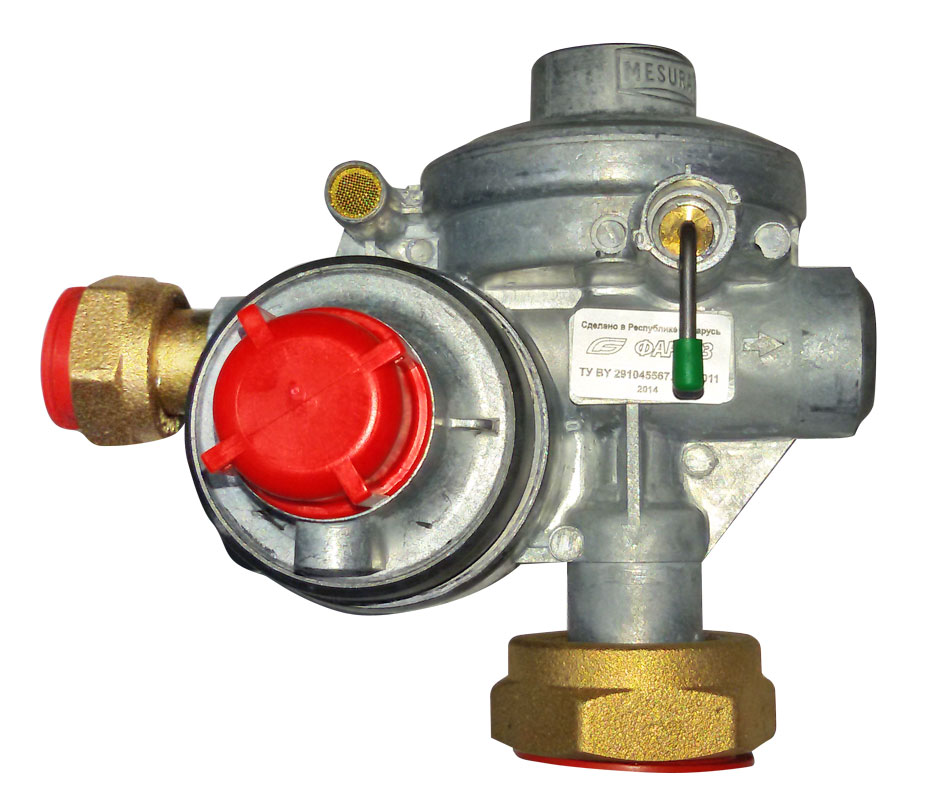
Регулятор давления газа домовой RF Arctic работает до -50°C

Регуляторы давления с большими расходными характеристиками, как правило, имеют одну ступень редуцирования.
Для полного исключения влияния колебаний входного давления и расхода газа на стабильность работы регулятора используется двухступенчатое понижение давления в регуляторе. Подобная схема используется в домовых регуляторах, с расходными характеристиками до 25 м3/ч, предназначенными для индивидуального использования потребителем.
Регуляторы простого исполнения выполняют исключительно функцию понижения давления газа и поддержание его на определенном заданном уровне. В состав конструкции комбинированных регуляторов давления могут входить предохранительный запорный и предохранительный сбросной клапаны, фильтрующий элемент, а также шумоглушитель.
В регуляторах, использующих функцию пневматического контроля выходного давления, его забор может осуществляться как непосредственно на выходе регулятора, так и путём внешнего подключения импульса. Основным условием правильного подключения импульса является размещение точки его забора в зоне стабильного потока в отсутствие завихрений и скачков давления.

## Регуляторы давления сжиженных углеводородных газов (СУГ)
РД, разработанные для систем газоснабжения СУГ, предназначены для работы с паровой фазой.
Регуляторы можно классифицировать по следующим основным признакам:
- по предназначению;
- по давлению;
- по конструктивному исполнению.

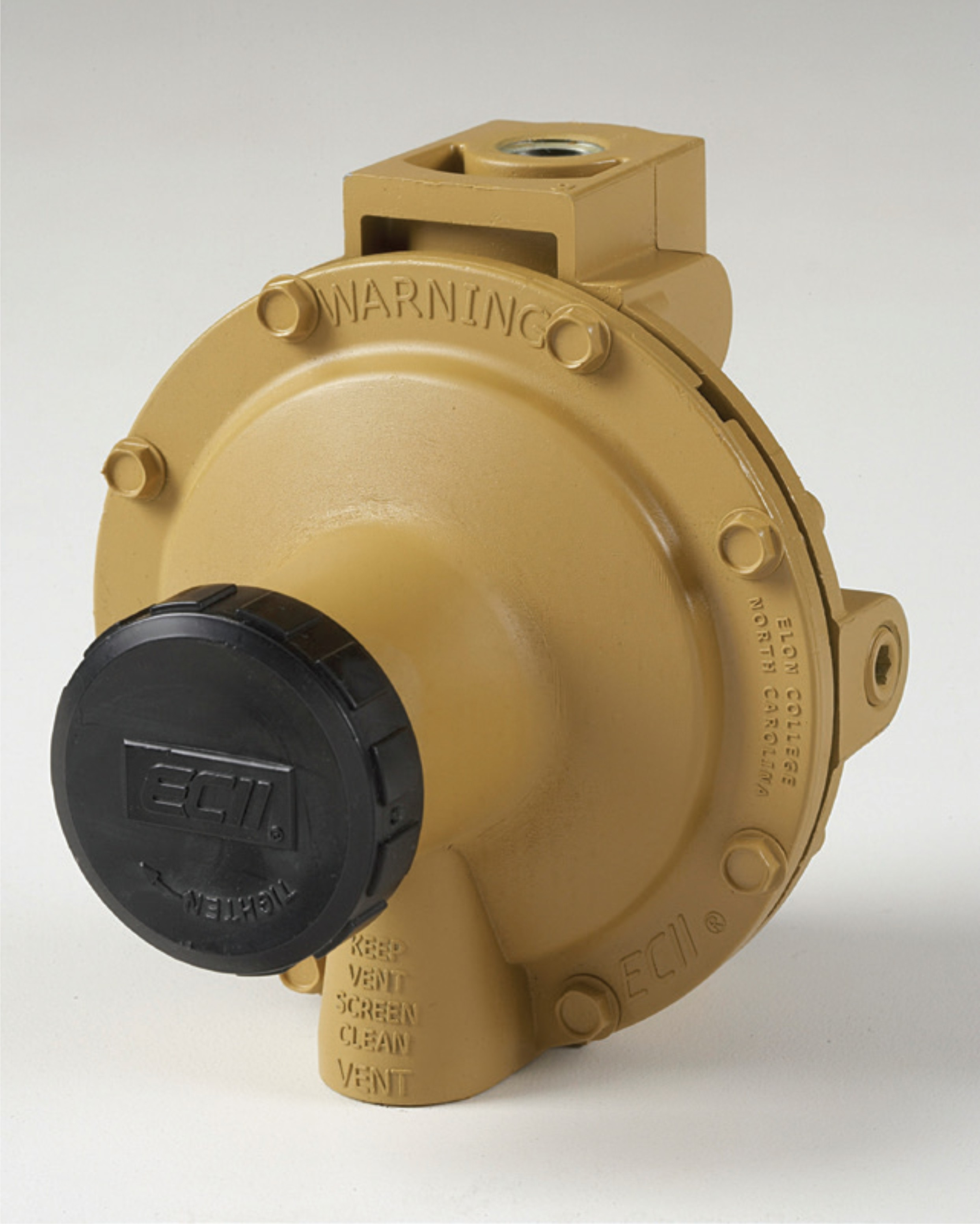
Регулятор давления СУГ первой ступени

По предназначению регуляторы можно разделить на регуляторы бытового применения и регуляторы коммерческого (промышленного) назначения.
Функциональное предназначение регулятора обуславливается в первую очередь характеристиками настройки диапазонов входного, выходного давления, расхода газа и некоторых других характеристик, что в свою очередь определяет уже варианты его конструктивного исполнения.
Регуляторы бытового применения, как правило, имеют небольшую пропускную способность и параметры настройки низкого, реже среднего выходного давления, обеспечивающего безопасное использование газа в быту, рассчитанные на газоснабжение плит, водогрейных котлов, горелок
и прочего бытового газоиспользующего оборудования.
Регуляторы коммерческого и промышленного применения имеют широкий диапазон входных и выходных давлений, значительную пропускную способность и рассчитаны на использование на объектах общественного питания, социальной сферы, сельского хозяйства, промышленности, строительства и т. п.
Что касается параметров настройки входного и выходного давления регуляторов, то подобное разделение подпадет под три категории: «высокое – среднее», «среднее – низкое», «высокое – низкое»
Это связано с тем, что, во-первых, выбор необходимых параметров давления в трубопроводе на всем протяжении от резервуара хранения до газоиспользующего оборудования определяется исходя из многих конкретных параметров проектируемой системы, в том числе суммарной производительности, количества и объёма ёмкостей хранения, вида газоиспользующего оборудования, расстояния от него до ёмкости, температурных режимов эксплуатации и многих других. Во-вторых, традиционно об-
ширная номенклатура оборудования для СУГ производится в США и других странах, использующих т. н. «английскую систему мер» на основании собственных стандартов, применяемых к данному оборудованию, и перевод в метрическую систему единиц величин английской системы мер приводит
к появлению значений десятичных дробей, выходящих за рамки установленных российскими нормативными документами показателей. В-третьих, зарубежные изготовители стремятся к унификации и универсализации своего оборудования. Это приводит к тому, что некоторые модели регуляторов имеют параметры настроек входного и выходного давления, одновременно
подпадающие под совершенно разные категории.

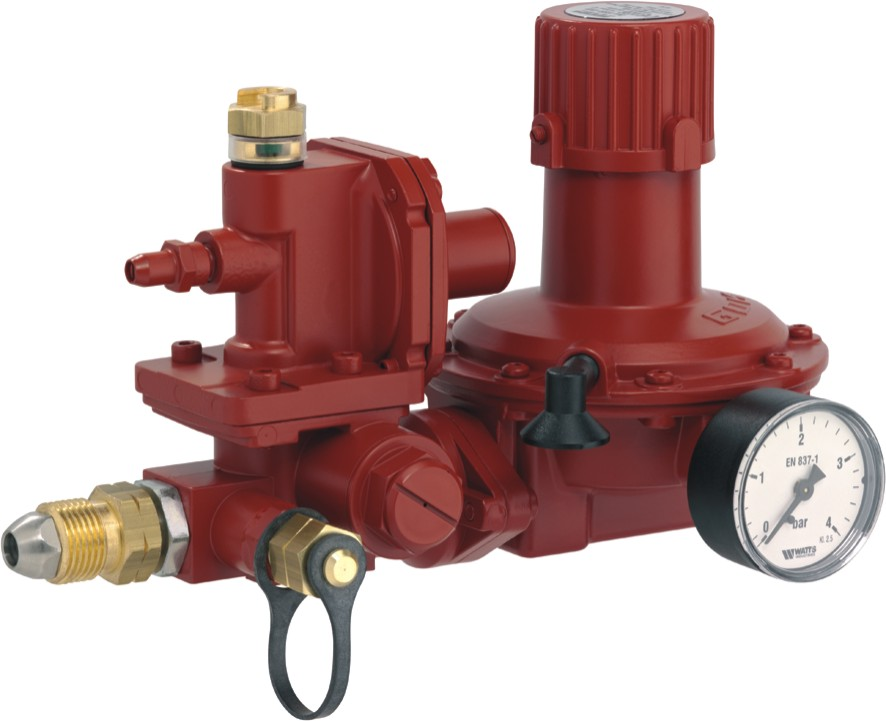
Регулятор давления СУГ второй ступени

Что касается конструктивного исполнения, классифицировать РД можно следующим образом:
- по количеству ступеней редуцирования: с одной ступенью — простые РД, с двумя ступенями — двухступенчатые или комбинированные РД;
- по типу задатчика выходного давления: прямого и непрямого действия.

Простые РД имеют одну ступень редуцирования, комбинированные РД — две ступени: 1-ю и 2-ю, либо основной регулятор плюс «регулятор - монитор». Они могут иметь также встроенный предохранительный сбросной клапан, предохранительный запорный клапан или оба этих устройства.
Ступенчатое редуцирование обеспечивает большую надежность вместе с повышенной точностью и стабильностью процесса, меньшей зависимостью от скачкообразного изменения входного давления и расхода. Использование встроенных ПЗК и ПСК обеспечивает регулятору дополнительные ступени защиты от попадания повышенного выходного давления к потребителю. Применение в составе РД контрольного «регулятора-монитора» позволяет обеспечить режим бесперебойной подачи газа в случае выхода из строя основного регулятора.
В РД прямого действия задатчиком выступает настроечная пружина, в РД непрямого действия — пневмозадатчик, т. н. пилот.
Пружинные регуляторы прямого действия отличает простота конструкции, быстрая реакция на изменения расхода газа, однако они имеют относительно небольшую пропускную способность и работают в узких границах выходного давления, обусловленного диапазонами их настроечных пружин.
Пилотные регуляторы, наоборот, имеют большую (до нескольких десятков тысяч кубометров в час) пропускную способность, широкий диапазон настроек, но при этом скорость переходного процесса у них значительно ниже, чем у пружинных РД.
Двухступенчатые системы регулирования
Хотя во многих случаях применяются одноступенчатые системы, иногда возникает необходимость в установке двухступенчатой системы регулирования. При этом один регулятор высокого давления устанавливается на ёмкость, а регуляторы низкого давления устанавливаются непосредственно у потребителя. Важно отметить, что давление в системах с одноступенчатой регулировкой поддерживается с точностью до 1 кПа. Двухступенчатые же системы позволяют повысить точность регулировк{и до 0,25 кПа, что отвечает требованиям новых высокоэффективных газопотребляющих устройств, для которых требуется точная регулировка давления для правильного воспламенения и стабильной эксплуатации.
Для облегчения идентификации типа РД относительно места установки в той или иной системе регулирования дополнительно к стандартному коду изделия в продукции некоторых производителей используется специальная цветовая кодировка.

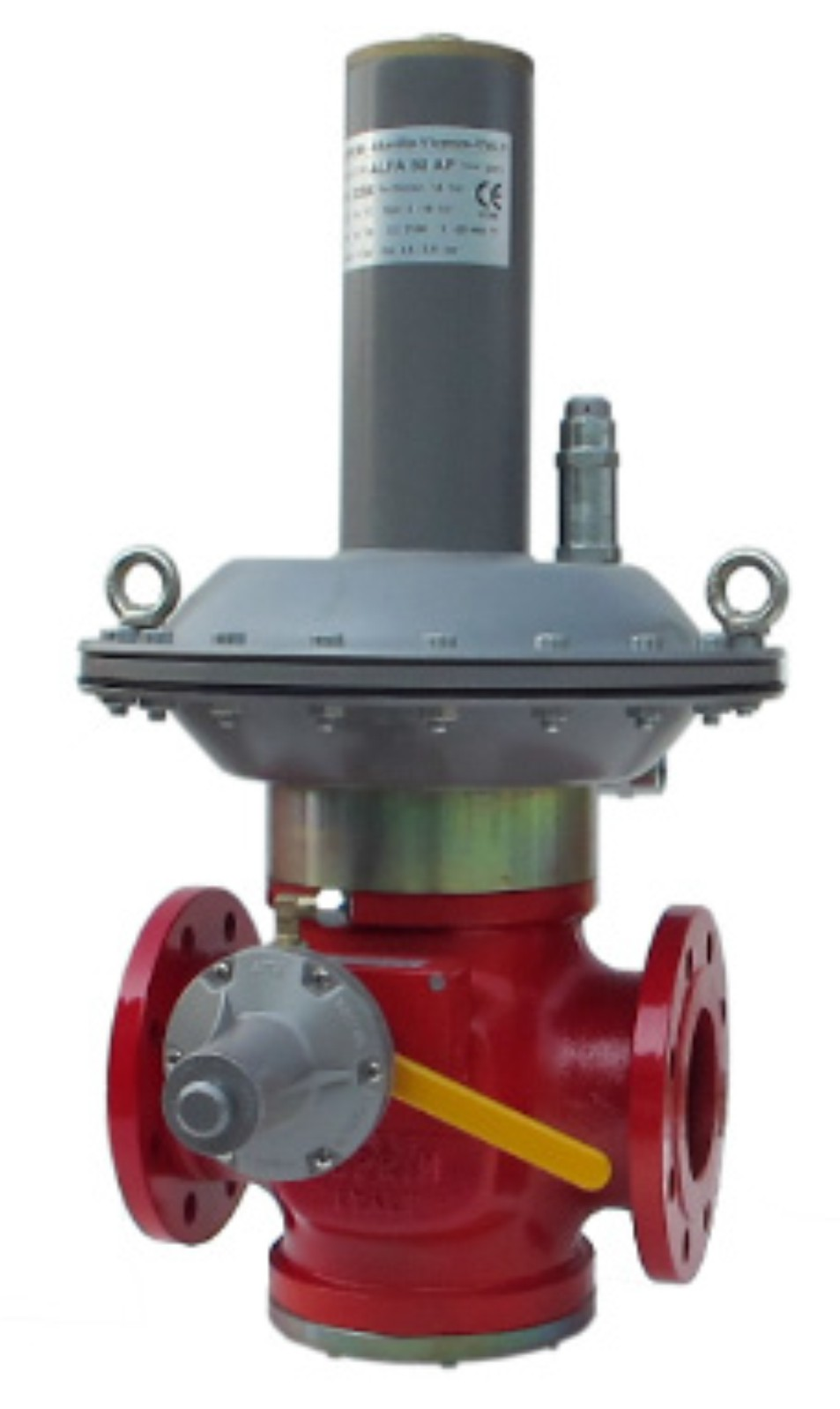
Промышленный регулятор давления COPRIM СУГ DN100

Чтобы выбрать подходящий типоразмер регулятора необходимо определить общую нагрузку установки, которая рассчитывается путём сложения производительности всех устройств, входящих в установку. Эти параметры могут быть взяты из паспортных данных РД или из технической документации изготовителя.
Краткие характеристики групп регуляторов
Регуляторы давления СУГ можно разделить на шесть основных групп:
- РД для баллонов СУГ (газовые редукторы);
- РД для групповых баллонных установок;
- РД первой ступени редуцирования;
- РД второй ступени редуцирования;
- двухступенчатые (универсальные) РД;
- Промышленные РД.

РД первой ступени редуцирования осуществляют понижение давления с высокого диапазона на среднее и устанавливаются в системах газоснабжения непосредственно после резервуаров СУГ. Многие модели регуляторов первой ступени не оснащаются устройствами безопасности, так как функция защиты от повышения давления в сети реализуется на следующих ступенях редуцирования.
Регуляторы второй ступени устанавливаются в системах газоснабжения СУГ для нивелирования влияния колебаний температуры паров СУГ и входного давления, осуществляют редуцирование со среднего давления на низкое, обеспечивая таким образом стабильное выходное давление, попадающее на газоиспользующее оборудование потребителя. В отличие от РД первой ступени они, в основной своей массе, оснащаются предохранительным сбросным клапаном (ПСК), осуществляющим сброс повышенного выходного давления газа в атмосферу, и предохранительным запорным клапаном (ПЗК), перекрыающим подачу газа при аварийном повышении давления на выходе.
Двухступенчатые регуляторы давления сочетают свойства РД первой и второй ступеней и предназначены для снижения высокого давления паровой фазы СУГ, отбираемой из резервуарных установок, а также автоматического поддержания низкого давления в заданных пределах независимо от колебаний входного давления, изменений расхода газа и температуры. Две ступени обеспечивают более стабильное выходное давление по сравнению с одноступенчатыми регуляторами. Двухступенчатые РД также оснащаются встроенными системами защиты от повышенного выходного давления.
Группа промышленных регуляторов характеризуется широким диапазоном настроек входных и выходных давлений, а также большой пропускной способностью. По конструктивному исполнению регуляторы промышленного назначения могут быть как простыми, так и комбинированными в за-
висимости от конкретной решаемой задачи.